# Daniela Schulz (Filmemacherin)
Daniela Schulz (* 1968 in Mannheim) ist eine deutsche Autorin, Filmregisseurin und Filmproduzentin.

## Leben
Die einzige Tochter von Hildegard Maurer und Volker Schulz schrieb als Jugendliche Gedichte und fotografierte. Anfang der 1980er Jahre trat sie in diversen überregional bekannten Musikbands auf, für die sie die Songtexte schrieb und als Leadsängerin fungierte (Pas de Trois, Dream Sequence). Anfang der 1990er Jahre entstanden die ersten Videobänder mit Tutorial-Funktion. Schulz studierte von 1987 bis 1988 Betriebswirtschaft und Ethnologie an der Universität Trier und absolvierte ein Gaststudium an der Academia Oposit Center in Santander, Spanien, bevor sie von 1988 bis 1994 an der Universität Hildesheim Kulturpädagogik studierte (Diplom).
Über ihre Anfänge im Theater und Performance-Bereich, (Schnawwl-Theater Mannheim; La Fura dels Baus) begann Schulz sich zunehmend für elektronische Erzählformen, Videokunst und TV-Formate zu interessieren. Über die Einführung des Avid-Schnittsystems gelangte sie zur Filmproduktion. Als Produzentin arbeitete sie mit den Regisseuren Alfa Conradt, Gerd Conradt, Günter Jeschonnek, Fred Kelemen und Gyula Maár und mit den Kameraleuten Roberto Chile, Frank Gutsche und Hans Rombach zusammen. 2000 machte sie sich mit der „ds-films“ selbständig; 2004 gründete sie mit Fred Kelemen, Jana Marsik und Erika Richter die Kino-Kombat Filmmanufactur, 2010 die kinoglas Filmproduktion gemeinsam mit Gerd Conradt. 2002–2004 dozierte sie im Fachbereich Journalistik und Medienmanagement an der Fachhochschule Magdeburg-Stendal, 2003 wurde sie im Graduiertenkolleg Bild-Körper-Medium der HfG Karlsruhe assoziiert. Sie war von 2005 bis 2007 Teilnehmerin des IPP Performance and Media Studies der Johannes-Gutenberg-Universität in Mainz. Ihr Doktorandenstudium legte sie bei Kati Röttger (Theaterwissenschaft) am ASCA, Universität Amsterdam über La Fura dels Baus ab, wo sie 2013 auch ihre Promotion erlangte.
Ab Mitte der 1990er Jahre arbeitete Schulz in wechselnden Positionen für die Performance- und Theatergruppe La Fura dels Baus, unter anderem als Projektmanagerin bei der 7-monatigen Europatournee zur Einführung der Mercedes-A-Klasse (Simbiosis), und nahm an den Dreharbeiten zu der Filmbiografie Goya von Carlos Saura teil. Sie war von 2001 bis 2006 Executive Producer des Arte-Magazins Lola. Seit der Arbeit an dem Film Dyngyldai (Premiere auf dem 27. Internationalen Forum des Jungen Films Berlin) im Jahr 1997 lag ihr Arbeitsschwerpunkt in der Entwicklung von Kino-Dokumentarfilmen; später kamen Spielfilme (Autorenfilm) hinzu. Schulz ist des Weiteren bei der Deutschen Welle als Fernsehjournalistin beschäftigt.

## Kinofilme
- 2006: Töredék / Fragment, Kinospielfilm von Gyula Maár; Koproduzentin mit Kino Kombat
- 2005: Monte Klamotte – Eine Expedition zum Berliner Schuldenberg, Produzentin (Regie: Gerd Conradt, Kamera Hans Rombach)
- 2009: Wüste Geschichten – Dokumentarfilm, Regie, Drehbuch, Produzentin (Kamera: Frank Gutsche)
- 2012: Video Vertov – Dokumentarfilm, Regie: Gerd Conradt; gefördert vom Medienboard Berlin-Brandenburg, der Medien- und Filmgesellschaft Baden-Württemberg und dem BKM; Produzentin

## Filme bis 70 Min. Länge (Auswahl)
- 2000: Help! – Musikalische Geschichten aus Äthiopien, Regie + Produktion; Offizieller Beitrag im Programm zum Welttag der Musik Berlin 2000
- 2003: Rettet Berlin! (35 mm) Produzentin (Regie: Gerd Conradt), Offizieller Beitrag im Wettbewerb Kurzfilm der 53. Internationalen Filmfestspiele Berlin[1]
- 2004: Die Lösung, Kurzfilm von Günter Jeschonnek und Gerd Conradt, Produzentin
- 2008: Fluxus GERD-ner, Regie, Produzentin (Ausstellung Marler Video Kunst Preis)[2]
- 2008: Farbtest 6, Kurzfilm von Gerd Conradt, Produzentin
- 2009: Sonne, Salsa, Sozialismus – Reportage mit Sabine Christiansen für MDR
- 2010: Arirang – Letter to Barack, Kurzfilm von Gerd Conradt; Koproduzentin
- 2014: Körperlust – Reportage über Deborah Colker, Regie: Leif Karpe, Christoph Goldmann; Filmgeschäftsführung

## Projekte in anderen Tätigkeiten
- 1996: Dyngyldai, Dokumentarfilm; Co-Regisseurin
- 1998: Windsbraut – Porträt der Dokumentarfilmerin Marceline Loridan-Ivens; Regie und Buch (Arte)[3]
- 2003: Farbtest 3, Kurzfilm, R: Gerd Conradt, P: mandala.vision.berlin; Kamerafrau (Ausstellung Marler Video Kunst Preis)

## Auszeichnungen
- 1997: MIDEM, Cannes: 1. Preis Best Low Budget Video Dyngyldai
- 1998: Ausstellung beim Marler Video-Kunst-Preis Dyngyldai
- 2003: Wettbewerb 53. Internationale Filmfestspiele Berlin, Rettet Berlin!
- 2008: Ausstellung beim Marler Videokunst-Preis Fluxus GERD-ner
- 2003: Ausstellung beim Marler Videokunst-Preis Farbtest 3
- 2009: Sommerloch Award Fluxus GERD-ner
- 2009: Tiburón Festival, Best Experimental Film Farbtest 6
- 2010: Afi Silverdoc Arirang, nominiert